# Johann Gottfried Knöffler

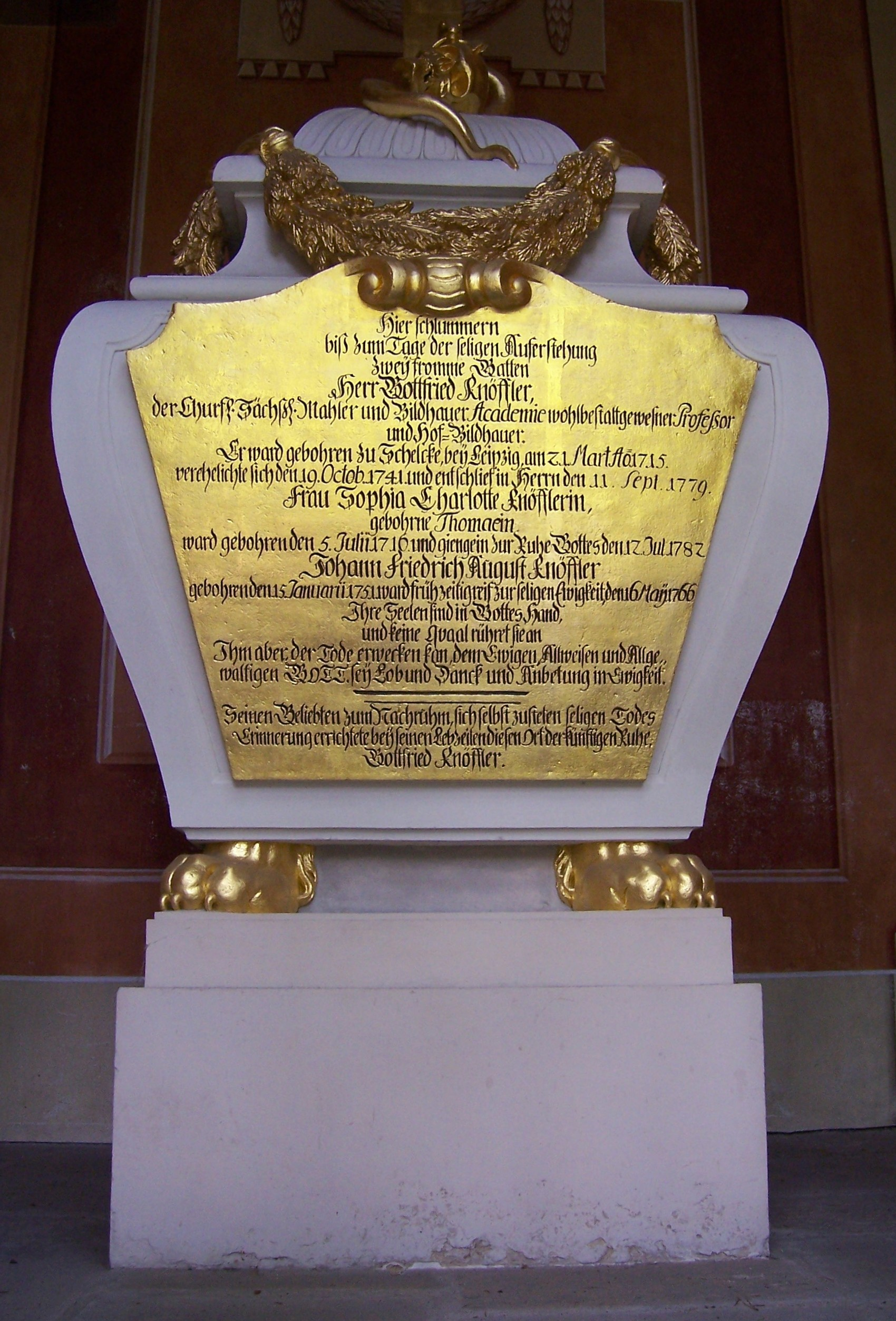
Grab Johann Gottfried Knöfflers in der Familiengruft auf dem Inneren Neustädter Friedhof in Dresden.

Johann Gottfried Knöffler (* 21. März 1715 in Zschölkau; † 11. September 1779 in Dresden) war ein deutscher Bildhauer.

## Leben
Johann Gottfried Knöffler wurde als Sohn des Martin Schäfer und der Magdalena Wegewitz in Zschölkau geboren. Er ging in Leipzig und später in Berlin bei Friedrich Christian Glume als Bildhauer in die Lehre. Um 1740 wandte er sich nach Dresden, wo er die Tochter des Hofbildhauers Johann Benjamin Thomae, Charlotte, heiratete. Thomae, ein Schüler Balthasar Permosers, vermittelte Knöffler 1742 eine Stelle als Hofbildhauer. Als Thomae starb, wurde Knöffler sein Nachfolger und mit dem Tod Lorenzo Mattiellis 1748 Dresdens erster Bildhauer. Der Minister Graf Brühl schenkte ihm seine Gunst und übertrug ihm unter anderem den bildnerischen Schmuck für das prächtige Zweites Belvedere (1749–1751). Bereits 1759 wurde das Belvedere zerstört. Drei Bildwerke von Knöffler wurden gerettet und sind erst auf das dritte Belvedere, dann auf das vierte Belvedere übergegangen: die beiden Sphinxe mit den anmutigen, Blumengewinde tragenden Nymphen (1747–1748) und der Brunnen mit dem kleinen Delphinreiter, der den emporgereckten Schwanz seines Reittiers umfasst (heute auf der Brühlschen Terrasse).

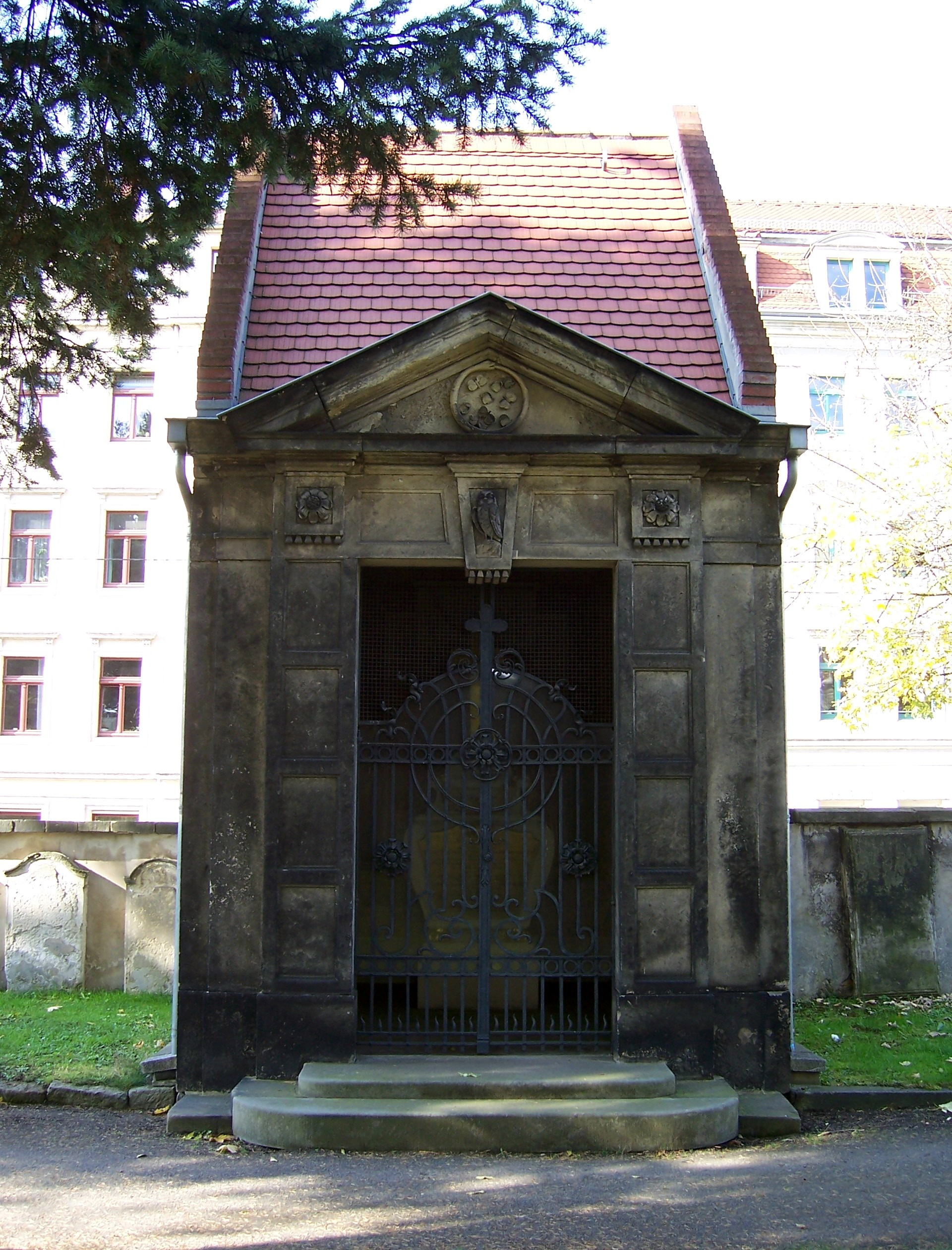
Knöfflers Familiengruft.

Als 1764 die Kunstakademie Dresden eröffnet wurde, erhielt Knöffler dort die Professur für Bildhauerkunst. Bereits sechs Jahre später beendete Knöffler seine Arbeit als Bildhauer, da er berufsbedingt an einer Staublunge erkrankt war.
Im Jahr 1772 legte er alle seine Ämter nieder. Ab 1777 arbeitete er an der Gruft auf dem Inneren Neustädter Friedhof, die für seine Familie gedacht war und gleichzeitig sein letztes Werk wurde.
Johann Gottfried Knöffler starb 1779 in Dresden und wurde seinen Intentionen gemäß in der Familiengruft auf dem Inneren Neustädter Friedhof beerdigt. Obwohl er einen Teil seines Vermögens für die Instandhaltung der Gruft nach seinem Tod hinterlegt hatte, verfiel die Grabstätte Knöfflers über die Jahre. Im späten 20. Jahrhundert galt sie als einsturzgefährdet und wurde schließlich 1995 vollständig restauriert.

## Bedeutung

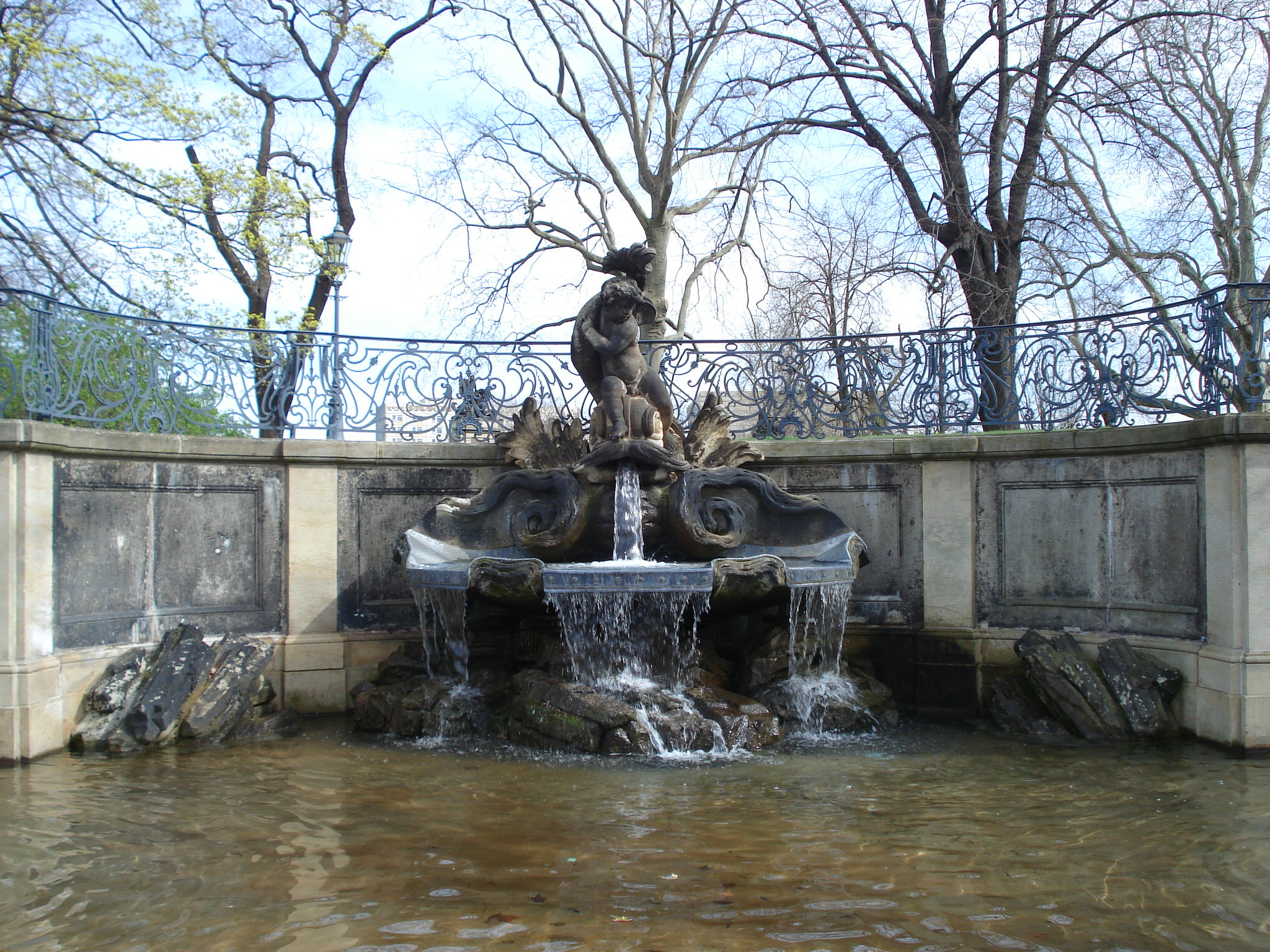
Der Delphinbrunnen in Dresden mit dem Brunnenrelief von Johann Gottfried Knöffler.

Johann Gottfried Knöffler gilt als deutscher Wegbereiter des Klassizismus, obwohl viele seiner Werke spätbarocke Züge aufweisen. In Dresden sind heute noch zahlreiche Statuen Knöfflers erhalten, wie zum Beispiel das Relief des Küferbrunnens im Palais Brühl-Marcolini, heute ein Teil des Krankenhauses Friedrichstadt (1745), das Relief des Delphinbrunnens auf der Brühlschen Terrasse (um 1747) und schmückende Ornamente, zum Beispiel das große Wappen, und Brunnengestaltungen im und am Taschenbergpalais oder der Figurenschmuck (u. a. Putten am Palais der Sekundogenitur im Blüherpark). Als eines seiner bekanntesten Werke gilt der Delphische Apoll (um 1740–1750) im Palais des Großen Gartens sowie der Figurenschmuck am Coselpalais in Dresden. Die Brunnengestaltung des Palais Hoym wurde 1945 gerettet und durch Christian Hempel restauriert. Dieser Brunnen wurde 1983 am Erweiterungsbau des Polizeipräsidiums angebracht. Dargestellt sind spielende Kinder mit einem Delfin, der auf Felsen liegt. Seit dem Abriss des Erweiterungsbaus ist der Brunnen eingelagert.
Auch die beiden lebensgroßen Einzelfiguren „Bacchus“ und „Flora“, die einst im Schlossgarten von Röhrsdorf/Dohna standen und heute im Schlosspark Gamig stehen, gelten inzwischen gesichert als Arbeiten von Gottfried Knöffler.
Andere Werke Knöfflers wurden 1945 zerstört.